# グレミー・トト
グレミー・トト (Glemy Toto) は、アニメ『機動戦士ガンダムΖΖ』に登場する架空の人物。ネオ・ジオン軍所属。
担当声優は柏倉つとむ（現・カシワクラツトム）。

## 設定解説
生年月日は宇宙世紀0071年（ただし疑問符付き）9月12日とされるが、ネオ・ジオン軍のデータ・バンクに入っていないため不明ともいわれる。0088年当時の年齢は17歳。血液型はB型。身長185センチメートル、体重65キログラム。趣味はチェス、特技はダーツとナイフ投げ。好物は日本料理。

## 劇中での活躍
初期はマシュマー・セロの一部下に過ぎない扱いで、偶然出会った敵であるルー・ルカに一目惚れ（基本的にルーの事はフルネームで呼んでいた）、ネオ・ジオンに拉致されたリィナ・アーシタをレディとして教育を施すなど、幼さや甘さの残る青年として描かれた。また、「ママの教え」に忠実であり（ルーいわく「マザコン」）、本人はそれに対して腹を立てたりもする完全なコミカルキャラとして扱われていた。
ただし、ハマーン・カーンは早くから内に秘める野心と高い能力を見抜いており、彼を側近として仕えさせ巡洋艦サンドラを与えるなど重用していた。しかし、グレミーが不穏な動きを始めると、ハマーンはオウギュスト・ギダンを監視として送り込む。だが、そのオウギュストも後にグレミー側に寝返る。地上戦がメインとなる中盤以降、特に砂漠での、一族の復興を志すトワレグ族、「青の部隊」の戦士たちに深い共感を示して個人的に協力したり、「偉大さとは偉大であろうとする行為そのものだ」と語る等、序盤の甘さが消えていき、シリアスな趣のキャラへと変化していく。
後半になると、ザビ家の真の継承者として、ミネバ・ラオ・ザビの摂政という身分を使いネオ・ジオンを我が物にしているハマーンを打倒せんとし、ネオ・ジオン本隊に反乱を起こす。主力にプルツーや彼女のクローン兵士（プルシリーズ）で構成されたニュータイプ部隊を組織。また地球を任せるという条件で、ラカン・ダカランも味方につける。当初ラカンはグレミーのことを若造と見くびっていたが、演説で反乱軍に加わった兵士達を鼓舞するさまに感心していた。しかし、結果としてこの内乱がエゥーゴに付入る隙を与えることになる。グレミー麾下のラカン率いるスペース・ウルフ隊は強化人間となったマシュマーのザクIII改やキャラ・スーンのゲーマルクによって壊滅させられ、ラカン自身が駆るドーベン・ウルフもジュドー・アーシタのΖΖガンダムによって撃墜される。グレミーは最後の砦となったクィン・マンサにプルツーと乗り込み、圧倒的な強さでガンダム・チームを追い詰めエルのガンダムMk-IIとルーのΖガンダムを大破させたが、ジュドーに自らの大義をちっぽけなエゴであると喝破された。その際にプルツーがジュドーと感応し、彼女はジュドーの元に向かってしまう。グレミーは呼び止めようとコクピットハッチの外で説得するが、想いを寄せていたルーのΖガンダムにビームライフルで撃たれ戦死する。グレミーに対して終始そっけない態度を取っていたルーも、この時は涙していた。
アニメ以外の媒体では最期が異なり、小説版ではプルツーの背信に激怒し、コクピットハッチを開けたままクィン・マンサを操縦してΖΖを攻撃しているところでルーに撃たれて戦死、村上としやによる漫画版ではプルツーのクィン・マンサとは別の同機を操縦し、ΖΖとの交戦の末に敗れて戦死する。
結果的に、勝利の一歩手前まで来ていたネオ・ジオン軍に壊滅的打撃を与えてしまい、同軍は連邦軍に敗北する。

## 他作品への登場
小説・アニメ『機動戦士ガンダムUC』では、ネオ・ジオン残党軍のマリーダ・クルスが主人公のバナージ・リンクスとの精神交感によって過去を追想する場面にて、グレミーと思しき金髪の青年士官が登場している。
漫画『機動戦士ガンダム ギレン暗殺計画』では一年戦争末期、公国歌劇場でのオペラに鑑賞客として少年期のグレミーが登場している。没落貴族で跡継ぎのいないトト家はグレミーを養子にして以降に金回りが良くなったため、この頃からギレンの落胤と噂されていたらしい。

## 出自
「ザビ家の真の継承者」としての出自については、『ΖΖ』劇中では第32話でオウギュスト・ギダンに対して本人がザビ家の血を引くことを本人が暗に示すのみである。
『ΖΖ』放送当時に発行されたムックでは、ギレン・ザビの精子とニュータイプの素養のある女性の卵子を人工授精させた試験管ベビーであり、同じ経緯で産み出されたプルやプルツーとは異母兄妹であるとされる。
スマートフォンゲームアプリ『機動戦士ガンダム U.C. ENGAGE』のイベント「アムロシャアモード」では、グリプス戦役終結直後にアクシズに侵入したシャア・アズナブルが、屋敷内の部屋で複数のプルシリーズとともにグレミーおよびそのクローンと思われる人物（確認できるのは6名）と出会っている。
小説版『ΖΖ』では、特待生として兵役を免除されアクシズ内部の総合大学に通っていた頃に、母親はトト家だが父親はデギン・ソド・ザビであるとマガニーから聞かされると同時に3人が収まっている写真を見せられ、志願兵としてネオ・ジオン軍に加わる。

## 搭乗機
- AMX-003 ガザC
- AMX-006 ガザD
- AMX-107 バウ（専用機）
- AMX-009 ドライセン
- NZ-000 クィン・マンサ（プルツーと搭乗）

## 搭乗艦
- エンドラ
- ミンドラ
- サンドラ
- グワンバン